# Mirabello Sannitico
Mirabello Sannitico is een gemeente in de Italiaanse provincie Campobasso (regio Molise) en telt 1867 inwoners (31-12-2004). De oppervlakte bedraagt 21,4 km², de bevolkingsdichtheid is 87 inwoners per km².

## Demografie
Mirabello Sannitico telt ongeveer 691 huishoudens. Het aantal inwoners steeg in de periode 1991-2001 met 4,1% volgens cijfers uit de tienjaarlijkse volkstellingen van ISTAT.
| Jaar | Inwoneraantal |
| ---- | ------------- |
| 1991 | 1741          |
| 2001 | 1812          |

## Geografie
Mirabello Sannitico grenst aan de volgende gemeenten: Campobasso, Cercemaggiore, Cercepiccola, Ferrazzano, Gildone, San Giuliano del Sannio, Vinchiaturo.